# Бейлби, Ральф
Ральф Бейлби (англ. Ralph Beilby; 1744—1817) — английский художник-ювелир, рисовальщик и гравёр по дереву. Известен в качестве создателя книг с иллюстрациями в тончайшей технике «торцовой», или «поперечной», гравюры по дереву. Учитель Томаса Бьюика.

## Жизнь и творчество

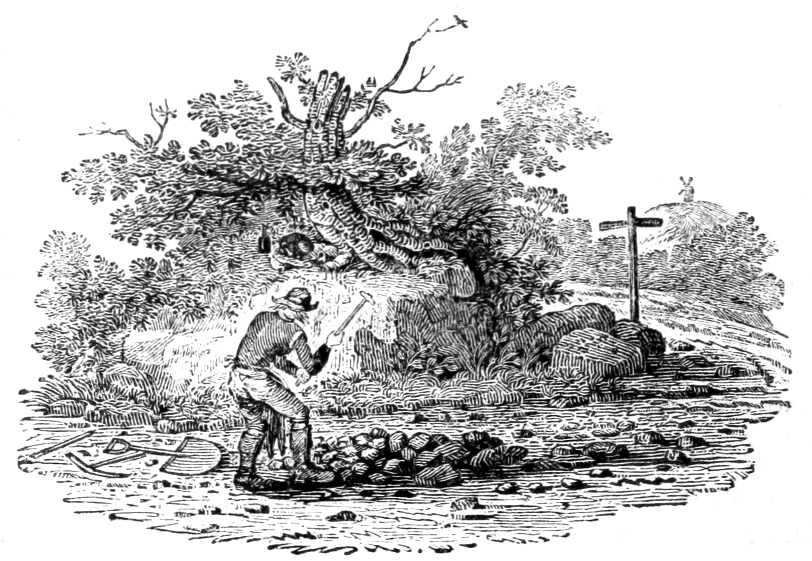
Концовка к Введению книги «История британских птиц» Т. Бьюика. 1797. Гравюра на дереве

Ральф был сыном и учеником Уильяма Бейлби, ювелира и золотых дел мастера из Дарема, который позже переехал в Ньюкасл-апон-Тайн (северо-восточная Англия) в поисках лучшей карьеры. Ральф под руководством отца и старших братьев Ричарда и Уильяма-младшего стал серебряных дел мастером, ювелиром и гравёром печатей. Кроме того, он освоил гравирование резцом по меди, чтобы удовлетворить спрос на такие гравюры в Северной Англии. Его гравюра «Памятник Торнтону» в «Истории Ньюкасла» Джона Брэнда демонстрирует его мастерство. В 1767 году к Ральфу в ученики поступил Томас Бьюик. Спустя десять лет они стали партнёрами.
Ральф Бейлби прославился в качестве создателя иллюстрированных книг. Тексты «Всеобщей истории четвероногих» (A General History of Quadrupeds, 1790), составленные для детей, но имевшие успех и у взрослых, а также «Истории британских птиц: наземные птицы» (History of British Birds: Land Birds, 1797) Бьюика были составлены Ральфом Бейлби и отредактированы Томасом Бьюиком. По словам Бьюика, Бейлби хотел, чтобы его имя было указано в «Наземных птицах» как единственного автора; однако из-за несогласия Бьюика ни один из них не был указан на титуле книги. Партнёрство прекратилось в 1797 году, после публикации «Наземных птиц». Они кое-как примирились в 1800 году, возобновив сотрудничество в некоторых проектах, включая публикацию «Изображений британских наземных птиц». Бьюик встал на защиту Бейлби, когда последний был оклеветан в дополнении к третьему изданию «Encyclopaedia Britannica», опубликованному в 1801 году.